# Philippe Guerrier
Juan Jaime Luis Felipe Duclos llamó Felipe Guerrier (en francés : Philippe Guerrier), duque de Avanzado y conde de Mirebalais, (Grande-Rivière-du-Nord, 19 de noviembre de 1757-San Marcos, 15 de abril de 1845) fue militar haitiano que participó en la guerra de independencia de Haití, quien se desempeñó como el tercer presidente vitalicio del país desde el 3 de mayo de 1844 hasta su muerte, el 15 de abril de 1845. 
Hermano de Juan-Jaime Dessalines, primer emperador de Haití, es apoyo y cuñado de Enrique Christophe durante la división de Haití en dos regímenes, fue elevado al rango de duque cuando este último se convirtió en rey en 1811. Tras la caída de la monarquía y un largo período de exilio, disfrutó de la revolución de 1843 y la caída del dictador Juan-Pedro Boyer para volver al centro del escenario. Se convirtió en miembro del gobierno militar. Al servicio del nuevo dictador, Rivière-Hérard, lo derrocó en mayo de 1844 y lo reemplazó como presidente vitalicio el 3 de mayo de 1844, a la edad de 86 años, convirtiéndose así en el jefe de Estado más anciano del mundo en el momento de su llegada al poder. Retuvo el poder hasta su muerte el 15 de abril de 1845.
Cuando asumió, logró pacificar Haití con un programa de reconciliación nacional entre el Norte y el Sur. Su gobierno establecerá el servicio postal aunque los primeros sellos no se imprimirán hasta el reinado de Lysius Salomon.
Bajo su reinado, Guerrier también dio prioridad a la educación al crear dos escuelas secundarias que llevan su nombre, una en Los Cayos (1845) y la segunda en Cabo Haitiano (1848), así como expresando el deseo de establecer al menos una escuela primaria, en cada comuna, financiada con fondos públicos.
La constitución de 1843 suspendida por su predecesor no fue restaurada. Por lo tanto, Guerrier gobernó sin parlamento, asistido por un consejo de estado.

## Carrera militar
Hijo de María Isabel Montou, Guerrier nació en la plantación de Enrique Duclos. Tiene dos hermanos : Juan-Jaime y José.
Guerrier fue primero un oficial, luego un general de división en el ejército haitiano y finalmente un veterano de la Guerra de la Independencia.
Noble del Reino del Norte bajo el reinado del rey Enrique, recibió los títulos de Duque de Avanzado y Conde de Mirebalais. Tras la caída de la monarquía, se exilió en Jamaica, luego en Luisiana. Regresó a Haití con un nombre falso en 1840. Durante la revolución de 1843 y la caída del dictador Juan-Pedro Boyer, aunque era anciano, volvió al ejército con el grado de general y se unió al nuevo gobierno presidido por Carlos Rivière-Hérard.
Acabó participando en el golpe de Estado que derrocó a Rivière Hérard y llegó a la cabeza del nuevo gobierno y se hizo proclamar presidente vitalicio.

## Presidente vitalicio

### El nuevo jefe de Estado
Desde la caída de Rivière Hérard hasta el advenimiento de Faustino Soulouque y el Segundo Imperio, se puso en marcha una nueva política denominada “política de revestimiento”. Consistía en llevar al poder a un hombre fuerte, como los generales más ignorantes, por ejemplo, para que el gobierno fuera dirigido en su nombre por la élite burguesa del llamado capital "boyerista", en referencia a la política de Juan-Pedro Boyer.
Guerrier fue un octogenario notable por su valentía, dotado de un buen sentido práctico que lo hizo conciliador, moderado por temperamento y adversario de la violencia inútil. Pero, con la edad, el antiguo comandante de Marmelade y Duque de Avanzados, tenía la costumbre de beber sin moderación y estaba casi constantemente borracho. Los boyeristas esperaban que fuera, en sus manos, sólo un compinche al que le harían firmar las más graves órdenes durante la semiinconsciencia de la borrachera.

### La sumisión de Acaau
El acceso de Guerrier al poder supremo, el prestigio de su nombre y su gran popularidad en el ejército trajeron una relativa calma al país. El Norte, entusiasta, ratificó la elección de Puerto Príncipe. En el Sur, una delegación extraordinaria, compuesta por el coronel Chardavoine, el capitán André Thélémaque y el ciudadano Étienne Salomon, desarmó, mediante la persuasión y el oportuno reparto de algunas funciones militares, a los principales enemigos del gobierno. Solo el general Acaau pareció vacilar, pero, abandonado primero por Jeannot Moline y Antoine Pierre, luego por Dugué Zamor y Augustin Cyprien, se sometió. Instalado por Salomon como comandante del distrito de Los Cayos, Acaau manifestó preocupantes deseos de independencia y tuvo que ir a la capital para comparecer ante un consejo militar especial y, por orden de Guerrier, residió definitivamente en San Marcos.

### Consejo de Estado
La Constitución de 1843 se convirtió en letra muerta y Guerrier se comportó como un dictador, como sus antecesores. Fue asistido por un Consejo de Estado de veintiún miembros, cuyo presidente de la primera sesión era su propio hijo, Juan-Bautista. No se aprobó ninguna ley importante. Entre las medidas administrativas, cabe señalar el establecimiento, gracias al ministro Juan de Paul, del correo de correspondencia pero también la creación en Los Cayos del Colegio Felipe Guerrier, y el estímulo a las veinticuatro escuelas de Puerto Príncipe, asistieron novecientos cincuenta niños y trescientas treinta niñas en 1845.

### Conspiración de Rivière-Hérard

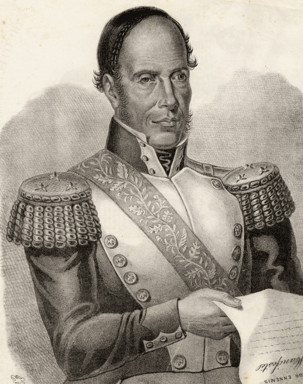
Carlos Rivière-Hérard.

Los rivieristas lamentaron amargamente el poder. Envalentonado por la caducidad de Guerrier, este último rogó a Rivière Hérard que volviera, porque, según ellos, todo estaba listo para una nueva revolución.
Hérard zarpó de Kingston el 29 de marzo de 1845 a bordo de una goleta de bandera colombiana. “El pueblo me llama”, decía a los exiliados que compartían su recorrido. Trató de aterrizar en Jacmel pero las autoridades de la ciudad, encabezadas por el general Geffrard, inmediatamente se prepararon para hacerlo retroceder. En Tiburon, Anse d'Ainault y Jérémie, la actitud fue la misma. Ante este fracaso, Hérard regresó a Jamaica, pero solo para partir inmediatamente el 8 de abril y aterrizar inesperadamente en Grand-Gosier el 19 de abril. Los pescadores locales se armaron y lo obligaron a volver a embarcarse a toda prisa. Profundamente decepcionado, Hérard volvió tristemente al exilio.

### Muerte
Se realizaron muchos arrestos en Jérémie, Los Cayos, Léogâne y Puerto Príncipe. El 12 de abril de 1845, un decreto presidencial puso a todo el país en estado de sitio e instituyó consejos militares especiales para juzgar a los cómplices de Rivière Hérard. Medida de rigor de la que Guerrier no es responsable porque ya no sabía lo que firmaba. Agotado por la edad y la enfermedad (alcoholismo), murió tres días después, el 15 de abril. Su funeral solemne se celebró en San Marcos solo el 26 de abril, durante el reinado del príncipe Pierrot, su sucesor. Luego, sus restos fueron transportados el 2 de mayo de 1845 a Fort Lasource, cerca de la ciudad de Dessalines.

## Familia
Además de sus talentos militares, también es gracias a su matrimonio con María Christophe, la hermana de Enrique Christophe, Rey de Haití, que Guerrier es elevado al rango de Duque de la Avanzado. María fue llevada a Haití por su hermano poco después de que se estableciera allí.
Del matrimonio entre Philippe y Marie nacieron tres hijos:
- Juan-Bautista Guerrier llamó Juan-Bautista Riché, duque de la Grande-Rivière, nacido el 17 de octubre de 1780 y fallecido el 27 de febrero de 1847, será presidente vitalicio desde 1846 hasta su muerte ;
- Juan-Felipe Guerrier, duque de Port-Margot, nacido el 7 de abril de 1783 y fallecido el 18 de octubre de 1820, también está condecorado, como su padre, con el Real y Militar Orden de San Enrique ;
- Juan-Jaime Guerrier llamó Juan-Jaime Nord Alexis, duque de Morin, nacido el 14 de junio de 1787 y fallecido el 15 de febrero de 1840, él es el padre de Pedro Nord Alexis.

| Predecesor: Carlos Rivière-Hérard | Presidente vitalicio de Haití 1844-1845 | Sucesor: Juan-Luis Pierrot |